# Акуїла-д'Аррошія
Акуїла-д'Аррошія (італ. Aquila d'Arroscia) — муніципалітет в Італії, у регіоні Лігурія, провінція Імперія.
Акуїла-д'Аррошія розташована на відстані близько 440 км на північний захід від Рима, 85 км на південний захід від Генуї, 23 км на північ від Імперії.
Населення — 168 осіб (2014).
Щорічний фестиваль відбувається 8 жовтня. Покровитель — Santa Reparata di Cesarea di Palestina.

## Демографія
Населення за роками:

Станом на 1 січня 2023 року в муніципалітеті офіційно проживав 1 іноземець (громадянин Філіппін).

## Сусідні муніципалітети
- Альто
- Боргетто-д'Аррошія
- Капрауна
- Назіно
- Онцо
- Ранцо